# جبل طابور
جبل طابور هو الجبل الأعلى في القسم الجنوبي للجليل الأسفل شمال مرج ابن عامر في فلسطين. يبلغ ارتفاعه حوالي 588 متر فوق سطح البحر، كما ان قمة الجبل واضحة ويستطيع الناظرون رؤيتها من أماكن بعيدة كالاردن كالجليل والجولان.
على سفوح الجبل تقع ثلاث قرى - أكبرها دبورية (تقع على السفح الغربي للجبل)، الشبلي (تقع على السفح الشرقي للجبل)، وام الغنم (على السفح الشرقي الجنوبي للجبل).

## أصل التسمية
جبل الطور أو تابور (طابور). تابور لفظه يونانية أي المرتفع. يعتقد بعض الباحثين بأن طابور كلمة من اللغة أوغاريت في رأس شمرا بسوريا وهي تعني النور أو البهاء، إذ كانت تقام عبادة طابور إله النور. ويسمى أيضاً «جبل طابور» يطلق العرب عليه اسم «جبل الطور» كما هو الحال جبل سيناء وجبل جرزيم. وأما القديس بطرس فيشير إليه باسم «الجبل المقدس» (2 بطرس 1\18). وأما المسيحيون فيسمونه «جبل التجلي» نسبة لتجلي المسيح عليه السلام.

## تاريخه في المسيحية
في قمة الجبل هناك كنيستان. وفقا للدين المسيحي، جبل الطور أو طابور هو موقع تجلي السيد المسيح، حينها صعد بعض تلاميذه على رأس الجبل العالي، وهناك تجلى السيد المسيح لتلاميذه بطرس ويعقوب ويوحنا (الإنجيل - متى، الإنجيل -مرقص وإنجيل لوقا.
بين عامي 1919 -1924 تم بناء كنيسة كاثوليكية على قمة الجبل سميت ب«كنيسة التجلي». المهندس المعماري الذي خطط الكنيسة، هو أنطونيو بارلوزي إضافة إلى تخطيطه لعدة كنائس في البلاد. وقد بنيت هذه الكنيسة على بقايا كنيسة بيزنطية من القرنين الخامس والسادس الميلاديين، وكنيسة بيزنطية أخرى بنيت في القرن الثاني عشر لتانكريد أمير الجليل. الكنيسة تنتمي إلى الرهبنة الفرنسيسكانية، والرهبان يعيشون في دير بالقرب من الكنيسة التي اقيمت في عام 1873. بنيت الكنيسة من ثلاثة صحون منفصلة في صفين من الأعمدة تحمل الأقواس في برجي الأجراس على جانبي مدخل الكنيسة، في المبنى يوجد مصليان. المصلى الشمالي مخصص للنبي موسى ويظهر هناك وهو يأخذ ألواح الوصايا العشر على جبل سيناء، اما المصلى الجنوبي فمخصص للنبي إيليا.
في الجزء العلوي من الكنيسة، وفوق المذبح، لوحة فسيفسائية تصور التجلي. في 6 من آب في كل عام يحتفل بعيد التجلي
بالقرب من الكنيسة الكاثوليكية، تم بناء في عام 1862 كنيسة أرثوذكسية متواضعة من أموال بعض الناس من رومانيا.الكنيسة مكرسة للنبي ايليا وهي كانت المبنى الديني الأول التي تم بنائه على ايدي مسيحيين من رومانيا في الأرض المقدسة. وفي الجانب الشمالي - الغربي للكنيسة هناك كهف يسمى بكهف ملكي صادق. بحسب الروايات المسيحية كان هناك لقاء بين إبراهيم وملكي صادق، الكهف كان معروفا للحجاج المسيحيين في العصور الوسطى. مع زيادة عدد الحجاج للمكان خصصت ساعات محددة لاستقبال الجمهور.

## سياحة
الطريق الضيق إلى أعلى الجبل، حاد جدا ومتعرجا لكنه مناسب للسيارات العادية وغير مناسبة للمركبات الثقيلة (الشاحنات). تسمى بوابة الدير في قمة الجبل بباب الهوا. اليوم الصعود إلى الجبل نفسه لا يأخذ جهد كبير، ولكن قبل حوالي 1600 سنة كان يجب صعود حوالي 4300 درجة للوصول إلى قمة الجبل.
الجبل جميل جداً تملأه أشجار الصنوبر والسنديان وهناك طريق في القمة بلف حول الجبل وهذا الطريق غير معبد ولكنه ملئ بالاحراش الخضراء.من هذا الطريق يمكن رؤية سهل مرج بن عامر في الجنوب، كما يمكن رؤية جبال فقوعة وجبال السامرة، وغربا باتجاه جبل الكرمل، وشرقا باتجاه الاردن وجبال الجولان، وشمالا جبال الجليل الأعلى. في ألايام التي فيها رؤية واضحة يمكن ان يرى جبل الشيخ أيضا.

## صور في الجبل

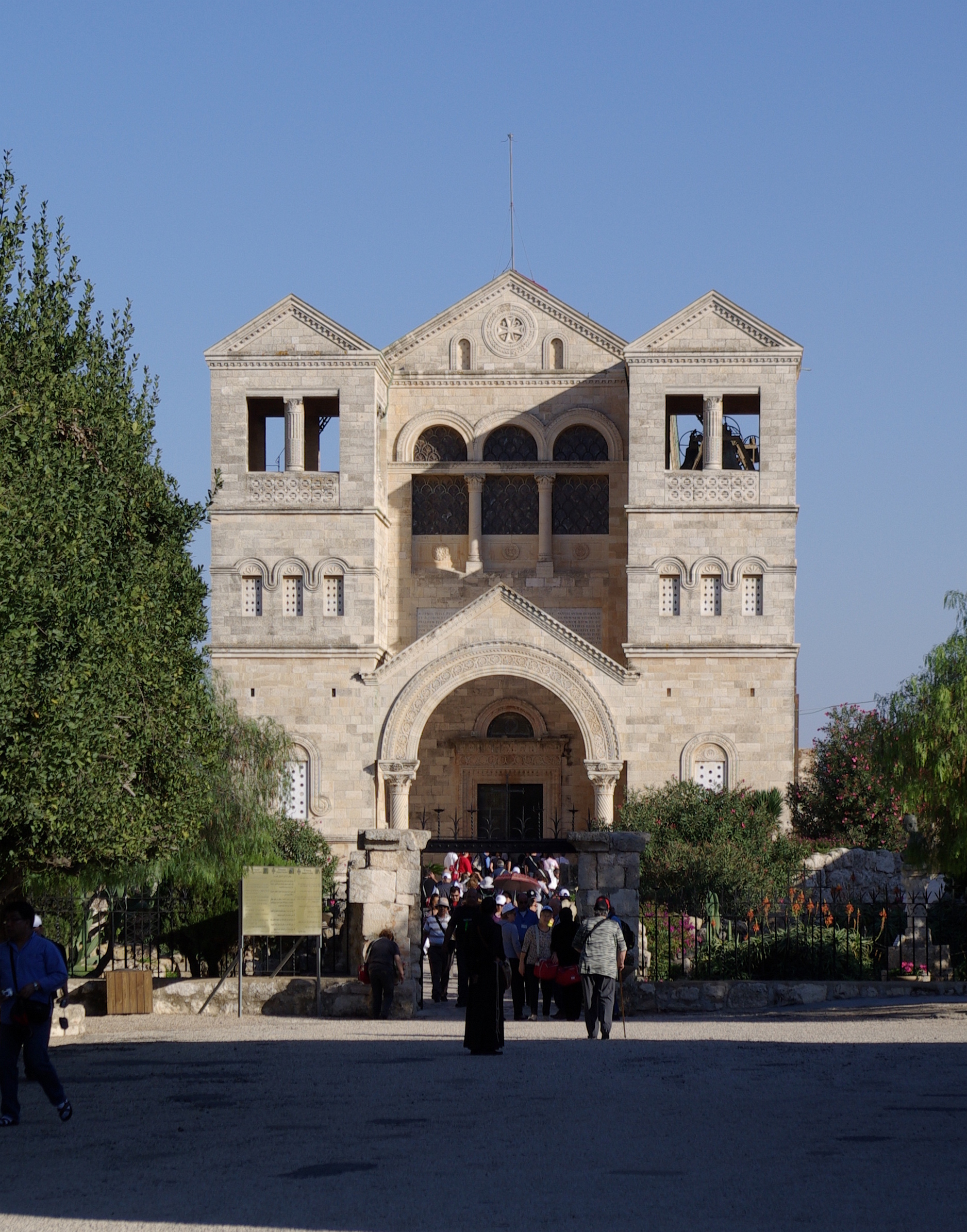
كنيسة التجلي في قمة الجبل
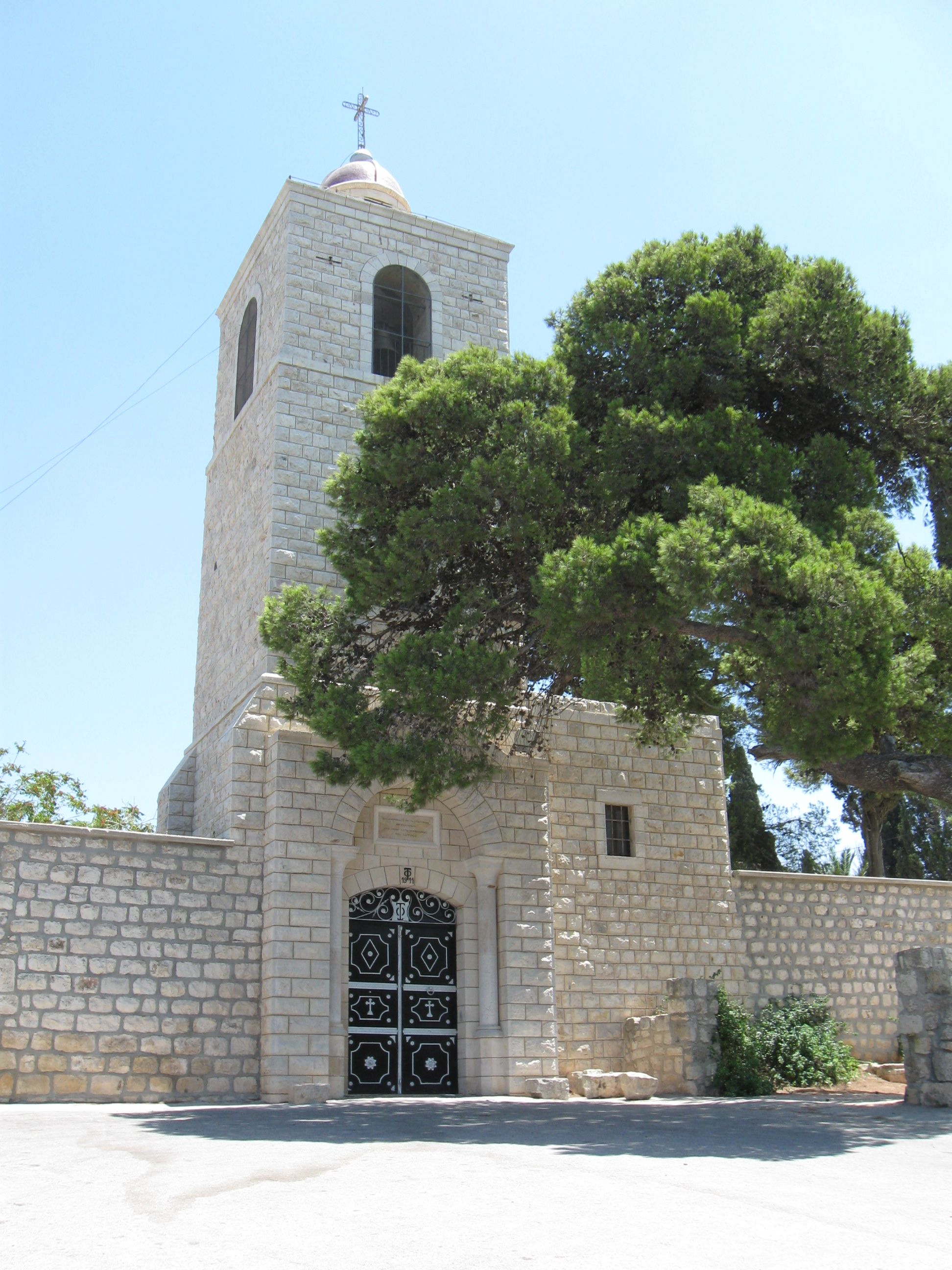
الدير الارثودكسي في أعلى الجبل
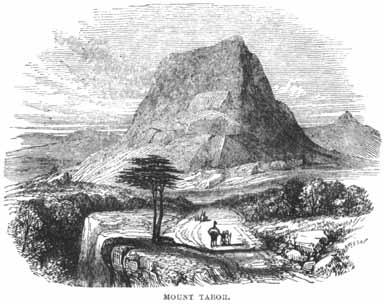
جبل الطور عام 1851